# Andreas Buchner (Fußballspieler)
Andreas Buchner (* 15. Mai 1985 in Kösching) ist ein ehemaliger deutscher Fußballspieler.

## Karriere
Nach den Jugendstationen TSV Pförring und dem TSV Dietfurt stieß Buchner mit 20 Jahren im Januar 2006 zur Profimannschaft des FC Ingolstadt 04. Dort spielte er in der Rückrunde der Saison 2005/06 in der Bayernliga und kam auf 13 Einsätze. Nach dem Aufstieg in die Regionalliga Süd in dieser Saison avancierte Buchner in den beiden darauffolgenden Spielzeiten zur Stammkraft, er absolvierte 53 Spiele und erzielte sechs Tore. Mit Ingolstadt stieg er 2008 in die 2. Bundesliga auf. Sein Zweitligadebüt gab Buchner am 2. November 2008: Beim 4:0-Sieg über den SC Freiburg wurde Buchner in der 65. Minute für Valdet Rama eingewechselt und schoss vier Minuten später das Tor zum 4:0. Buchner blieb dem FCI auch nach dem Abstieg in die 3. Liga treu und zählte 2009/10 zu den Stützen der Mannschaft, der der sofortige Wiederaufstieg in die 2. Bundesliga gelang. Kurz nach Beginn der Rückrunde 2010/11 verletzte sich Buchner im Spiel bei Fortuna Düsseldorf schwer und fiel für den Rest der Saison aus. In der folgenden Zweitligaspielzeit 2011/12 gehörte der Mittelfeldspieler mit 26 Saisoneinsätzen und drei Toren wieder zu den Stammkräften, bis er sich im März 2012 beim 4:0 gegen den SC Paderborn eine Kreuzbandverletzung im rechten Knie zuzog. Durch die folgende Operation verpasste er auch die komplette Spielzeit 2012/13.
Im Sommer 2014 wechselte Buchner aus dem Ingolstädter Profikader in die zweite Mannschaft des Vereins. Dort spielte er noch drei Jahre in der Regionalliga Bayern, ehe er seine Laufbahn beendete.

## Nach der Karriere
Nach Ende seiner aktiven Laufbahn wechselte Buchner 2017 in die Audi Schanzer Fußballschule, die mit ihren Fußballcamps und den regionalen Sonderprojekten 8.500 bis 10.000 Kinder pro Jahr erreicht. „Ich bin für die Organisation zuständig. [...] Mein Aufgabenbereich umfasst unter anderem die Abstimmung mit den Partnervereinen, die Termine anschließend online zu stellen sowie die Teilnehmer zu informieren. Außerdem bin ich für die Zahlungsabfolge zuständig und Ansprechpartner für die Eltern“, erklärt Buchner seinen Aufgabenbereich. Ziel der Audi Schanzer Fußballschule sei dabei – auch in Kombinationen mit den Projekten mit 'SchanzenGeber' und der Audi BKK – Spaß an der Bewegung zu vermitteln sowie die Motorik der Kinder im frühen Alter zu stärken.

## Erfolge
Mit FC Ingolstadt:
- Aufstieg in die Regionalliga Süd: 2005/06
- Aufstieg in die 2. Bundesliga: 2007/08
- Aufstieg in die 2. Bundesliga: 2009/10

## Ehrungen
- 2007: Sportler des Jahres der Stadt Ingolstadt[3]